# Thomas Lewis (cardiologue)
Pour les articles homonymes, voir Thomas Lewis et Lewis.
Thomas Lewis, né le 26 décembre 1881 à Taff's Well et mort le 17 mars 1945 à Loudwater (en), Hertfordshire, est un cardiologue britannique.

## Biographie
Il est le fils de Henry Lewis, un ingénieur des mines, et de son épouse Catherine Hannah (née Davies). Il est éduqué à la maison par sa mère, à l'exception d'une année à Clifton College, qu'il doit quitter à cause de sa mauvaise santé. Un tuteur complète son éducation. A 16 ans, il commence un baccalauréat universitaire en sciences à l'université de Cardiff et obtient son diplôme trois ans plus tard avec les honneurs de première classe. En 1902, il entre à l'University College Hospital de Londres pour y suivre une formation de médecin et obtient en 1905 la médaille d'or du Bachelors of Medicine and Surgery. La même année, il obtient un doctorat en sciences de l'université du pays de Galles pour ses recherches.
Il travaille pour l'University College Hospital toute sa vie ainsi qu'en parallèle pour d'autres établissements et est fait docteur en médecine en 1907. En 1911, il devient professeur de pathologie cardiaque et en 1913 est promu assistant médecin clinique. Il est élu la même année membre du Collège royal de médecine.
Lewis mène des travaux d'électrocardiographie et est considéré comme le « père de l'électrophysiologie cardiaque clinique » étant en 1908 le premier, avec Arthur MacNalty (en) a utilisé l'électrocardiographie en médecine clinique.
En 1909, il fonde avec Sir James Mackenzie (en) le journal Heart: A Journal for the Study of the Circulation renommé Clinical Science en 1933. En 1913, Lewis publie Clinical Electrocardiography, premier traité sur l'électrocardiographie. Il est élu en 1918 Fellow of the Royal Society et est promu médecin titulaire de l'University College Hospital en 1919.
Pendant la Première Guerre mondiale, il officie au Military Heart Hospital de Hampstead et au Medical Research Committee. Il dirige alors une étude sur l'état connu sous le nom de « soldier's heart » et, ayant établi qu'il ne s'agissait pas d'un problème de cardiologie, il le rebaptise « Effort syndrome (en) ». En 1918 il écrit la monographie The Soldier's Heart and the Effort Syndrome et conçoit des exercices de rattrapage pour permettre à de nombreux soldats souffrant de cette maladie de reprendre leurs fonctions. Il est aussi nommé médecin consultant honoraire du ministère des Pensions en avril 1919. Pour ce travail, il est nommé commandeur de l'ordre de l'Empire britannique (janvier 1920) et est fait chevalier au 1921 Birthday Honours (en).
Après la guerre, il fonde le département de recherche clinique à l'UCH et poursuit son travail sur l'arythmie cardiaque. En 1925, il passe de la cardiographie aux réactions vasculaires de la peau. En 1917, il avait en effet montré que les capillaires avaient des contractions indépendantes. Il étudie ainsi la réponse de la peau à la blessure, ce qui conduit à sa monographie de 1927 The Blood Vessels of the Human Skin and their Responses. Il reçoit alors la médaille royale de la Royal Society.
Il se concentre ensuite sur l'artériopathie oblitérante des membres inférieurs, en particulier sur le syndrome de Raynaud, et enfin sur le mécanisme de la douleur, résumant ses découvertes dans l'ouvrage Pain en 1942. Son livre de 1932, Diseases of the Heart, devient un classique du genre. En 1930, il décrit la réaction de Hunting (Hunting reaction (en)), alternant la vasodilatation et la vasoconstriction des capillaires périphériques dans des environnements froids et fonde la Medical Research Society (en).
La Royal Society lui remet en 1941 la médaille Copley. Il devient alors vice-président de la Royal Society (1943-1945).
À 45 ans, il fait un infarctus du myocarde et décide d'arrêter sa consommation de soixante-dix cigarettes par jour, étant l'un des premiers à réaliser que fumer endommage les vaisseaux sanguins. Il meurt le 17 mars 1945 d'une maladie coronarienne.
Le détroit de Lewis en Antarctique a été nommé en son honneur.

### Famille
Il épouse Alice Lorna Treharne James en 1916 et en a trois enfants.

## Publications
- The Mechanism of the Heart Beat (1911)
- Clinical Electro-Cardiography (1913)